# Municipio de Turnback
Turnback Township es una subdivisión territorial del condado de Lawrence, Misuri, Estados Unidos. Según el censo de 2020, tiene una población de 1410 habitantes.
La subdivisión tiene un código censal Z1, que indica que no está en funcionamiento (non-functioning county subdivision).

## Geografía
Está ubicada en las coordenadas 37°7′7″N 93°39′27″O / 37.11861, -93.65750. Según la Oficina del Censo de los Estados Unidos, tiene una superficie total de 108.10 km², de la cual 107.87 km² corresponden a tierra firme y (0.21 %) 0.23 km² son agua.

## Demografía
Según el censo de 2020, hay 1410 personas residiendo en la zona. La densidad de población es de 13.1 hab./km². El 92.48 % de los habitantes son blancos, el 0.43 % son afroamericanos, el 1.13 % son amerindios, el 0.28 % son asiáticos, el 0.64 % son de otras razas y el 5.04 % son de una mezcla de razas. Del total de la población, el 2.77 % son hispanos o latinos de cualquier raza.